# Campeonato Mundial de Snowboard de 2019 - Snowboard cross masculino
A prova do Snowboard cross masculino do Campeonato Mundial de Snowboard de 2019 ocorreu entre os dias 31 de janeiro e 1 de fevereiro na cidade de  Park City,  em Utah, nos Estados Unidos. 

## Medalhistas
| Ouro                 | Prata                | Bronze                   |
| Mick Dierdorff (USA) | Hanno Douschan (AUT) | Emanuel Perathoner (ITA) |

## Resultados

### Qualificação
Um total de 46 snowboarders participaram da competição.   A prova ocorreu dia 31 de janeiro com inicio  às 09:40.  Os 32 melhores avançaram para a fase final.
| Colocação | Bib | Nome                  | Nacionalidade  | Descida 1   | Colocação   | Descida 2   | Colocação   | Melhor      | Notas       |
| --------- | --- | --------------------- | -------------- | ----------- | ----------- | ----------- | ----------- | ----------- | ----------- |
| 1         | 11  | Emanuel Perathoner    | Itália         | 1:04.19     | 1           |             |             | 1:04.19     | Q           |
| 2         | 7   | Mick Dierdorff        | Estados Unidos | 1:04.96     | 2           |             |             | 1:04.96     | Q           |
| 3         | 10  | Paul Berg             | Alemanha       | 1:05.01     | 3           |             |             | 1:05.01     | Q           |
| 4         | 9   | Lucas Eguibar         | Espanha        | 1:05.16     | 4           |             |             | 1:05.16     | Q           |
| 5         | 2   | Alex Pullin           | Austrália      | 1:05.21     | 5           |             |             | 1:05.21     | Q           |
| 6         | 1   | Jake Vedder           | Estados Unidos | 1:05.37     | 6           |             |             | 1:05.37     | Q           |
| 7         | 8   | Nate Holland          | Estados Unidos | 1:05.40     | 7           |             |             | 1:05.40     | Q           |
| 8         | 18  | Nick Baumgartner      | Estados Unidos | 1:05.58     | 8           |             |             | 1:05.58     | Q           |
| 9         | 21  | Ken Vuagnoux          | França         | 1:05.68     | 9           |             |             | 1:05.68     | Q           |
| 10        | 16  | Hanno Douschan        | Áustria        | 1:05.88     | 10          |             |             | 1:05.88     | Q           |
| 11        | 24  | Lukas Pachner         | Áustria        | 1:06.08     | 11          |             |             | 1:06.08     | Q           |
| 12        | 40  | Lluís Marin Tarroch   | Andorra        | 1:06.15     | 12          |             |             | 1:06.15     | Q           |
| 13        | 30  | Éliot Grondin         | Canadá         | 1:06.31     | 13          |             |             | 1:06.31     | Q           |
| 14        | 13  | Martin Nörl           | Alemanha       | 1:06.34     | 14          |             |             | 1:06.34     | Q           |
| 15        | 37  | Loan Bozzolo          | França         | 1:06.35     | 15          |             |             | 1:06.35     | Q           |
| 16        | 4   | Regino Hernández      | Espanha        | 1:06.44     | 16          |             |             | 1:06.44     | Q           |
| 17        | 6   | Adam Lambert          | Austrália      | 1:06.71     | 20          | 1:05.19     | 1           | 1:05.19     | q           |
| 18        | 3   | Omar Visintin         | Itália         | 1:07.17     | 27          | 1:05.55     | 2           | 1:05.55     | q           |
| 19        | 17  | Konstantin Schad      | Alemanha       | 1:06.89     | 24          | 1:06.03     | 3           | 1:06.03     | q           |
| 20        | 20  | Baptiste Brochu       | Canadá         | 1:06.80     | 21          | 1:06.11     | 4           | 1:06.11     | q           |
| 21        | 19  | Kevin Hill            | Canadá         | 1:06.85     | 22          | 1:06.15     | 5           | 1:06.15     | q           |
| 22        | 36  | Yoshiki Takahara      | Japão          | 1:06.51     | 17          | 1:06.38     | 6           | 1:06.38     | q           |
| 23        | 14  | Alessandro Hämmerle   | Áustria        | 1:06.62     | 18          | 1:06.38     | 6           | 1:06.38     | q           |
| 24        | 27  | Leon Beckhaus         | Alemanha       | 1:07.01     | 26          | 1:06.43     | 8           | 1:06.43     | q           |
| 25        | 34  | Anton Lindfors        | Finlândia      | 1:07.95     | 34          | 1:06.55     | 9           | 1:06.55     | q           |
| 26        | 29  | Kalle Koblet          | Suíça          | DNF         | DNF         | 1:06.67     | 10          | 1:06.67     | q           |
| 27        | 25  | Cameron Bolton        | Austrália      | 1:06.68     | 19          | 1:08.63     | 24          | 1:06.68     | q           |
| 28        | 35  | Nick Watter           | Suíça          | 1:07.36     | 29          | 1:06.69     | 11          | 1:06.69     | q           |
| 29        | 12  | Michele Godino        | Itália         | 1:07.91     | 33          | 1:06.69     | 11          | 1:06.69     | q           |
| 30        | 39  | Shinya Momono         | Japão          | 1:06.87     | 23          | 1:06.78     | 13          | 1:06.78     | q           |
| 31        | 36  | Fabio Cordi           | Itália         | 1:06.95     | 25          | 1:06.87     | 14          | 1:06.87     | q           |
| 32        | 38  | Steven Williams       | Argentina      | 1:07.82     | 32          | 1:06.94     | 15          | 1:06.94     | q           |
| 33        | 23  | Glenn de Blois        | Países Baixos  | 1:07.40     | 30          | 1:07.03     | 16          | 1:07.03     |             |
| 34        | 22  | Merlin Surget         | França         | 1:07.63     | 31          | 1:07.17     | 17          | 1:07.17     |             |
| 35        | 5   | Jarryd Hughes         | Austrália      | 1:07.23     | 28          | 1:07.70     | 21          | 1:07.23     |             |
| 36        | 28  | Luca Hämmerle         | Áustria        | 1:08.01     | 35          | 1:07.37     | 18          | 1:07.37     |             |
| 37        | 31  | Jérôme Lymann         | Suíça          | 1:18.75     | 43          | 1:07.49     | 19          | 1:07.49     |             |
| 38        | 42  | Woo Jin               | Coreia do Sul  | 1:08.58     | 36          | 1:07.55     | 20          | 1:07.55     |             |
| 39        | 32  | Jan Kubičík           | Chéquia        | 1:08.90     | 40          | 1:08.55     | 22          | 1:08.55     |             |
| 40        | 33  | Danny Bourgeois       | Canadá         | 1:08.59     | 37          | 1:08.63     | 24          | 1:08.59     |             |
| 41        | 44  | Daniil Dilman         | Rússia         | 1:08.69     | 38          | 1:08.62     | 23          | 1:08.62     |             |
| 42        | 47  | Geza Kinda            | Roménia        | 1:08.84     | 39          | 1:09.00     | 26          | 1:08.84     |             |
| 43        | 45  | Jakub Žerava          | Chéquia        | 1:09.83     | 42          | 1:09.64     | 27          | 1:09.64     |             |
| 44        | 43  | Radek Vintr           | Chéquia        | 1:09.78     | 41          | 1:10.22     | 28          | 1:09.78     |             |
| 45        | 41  | Matouš Koudelka       | Chéquia        | 1:21.47     | 45          | 1:16.33     | 29          | 1:16.33     |             |
| 46        | 46  | Victor-Segundo Chávez | Peru           | 1:19.04     | 44          | 1:34.09     | 30          | 1:19.04     |             |
| —         | 15  | Pierre Vaultier       | França         | Não começou | Não começou | Não começou | Não começou | Não começou | Não começou |

## Fase eliminatória
A seguir estão os resultados das eliminatórias.  Os 32 melhores qualificados avançaram para as oitavas de final. A partir daqui, eles participaram de corridas de eliminação de quatro pessoas, com os dois primeiros de cada corrida avançando.

### Oitavas de final
| Posição | Bib | Nome               | Nacionalidade | Notas |
| ------- | --- | ------------------ | ------------- | ----- |
| 1       | 1   | Emanuel Perathoner | Itália        | Q     |
| 2       | 17  | Adam               | Austrália     | Q     |
| 3       | 32  | Steven Williams    | Argentina     |       |
| 4       | 16  | Regino Hernández   | Espanha       |       |

| Posição | Bib | Nome                | Nacionalidade | Notas |
| ------- | --- | ------------------- | ------------- | ----- |
| 1       | 5   | Alex Pullin         | Austrália     | Q     |
| 2       | 12  | Lluís Marin Tarroch | Andorra       | Q     |
| 3       | 28  | Nick Watter         | Suíça         |       |
| 4       | 21  | Kevin Hill          | Canadá        |       |

| Posição | Bib | Nome             | Nacionalidade | Notas |
| ------- | --- | ---------------- | ------------- | ----- |
| 1       | 3   | Paul Berg        | Alemanha      | Q     |
| 2       | 30  | Shinya Momono    | Japão         | Q     |
| 3       | 19  | Konstantin Schad | Alemanha      |       |
| 4       | 14  | Martin Nörl      | Alemanha      |       |

| Posição | Bib | Nome                | Nacionalidade  | Notas |
| ------- | --- | ------------------- | -------------- | ----- |
| 1       | 10  | Hanno Douschan      | Áustria        | Q     |
| 2       | 23  | Alessandro Hämmerle | Áustria        | Q     |
| 3       | 7   | Nate Holland        | Estados Unidos |       |
| 4       | 26  | Kalle Koblet        | Suíça          |       |

| Posição | Bib | Nome             | Nacionalidade  | Notas |
| ------- | --- | ---------------- | -------------- | ----- |
| 1       | 8   | Nick Baumgartner | Estados Unidos | Q     |
| 2       | 24  | Leon Beckhaus    | Alemanha       | Q     |
| 3       | 25  | Anton Lindfors   | Finlândia      |       |
| —       | 9   | Ken Vuagnoux     | França         | DNF   |

| Posição | Bib | Nome            | Nacionalidade | Notas |
| ------- | --- | --------------- | ------------- | ----- |
| 1       | 4   | Lucas Eguibar   | Espanha       | Q     |
| 2       | 20  | Baptiste Brochu | Canadá        | Q     |
| 3       | 29  | Michele Godino  | Itália        |       |
| —       | 13  | Éliot Grondin   | Canadá        | DNF   |

| Posição | Bib | Nome             | Nacionalidade  | Notas |
| ------- | --- | ---------------- | -------------- | ----- |
| 1       | 6   | Jake Vedder      | Estados Unidos | Q     |
| 2       | 22  | Yoshiki Takahara | Japão          | Q     |
| 3       | 27  | Cameron Bolton   | Austrália      |       |
| 4       | 11  | Lukas Pachner    | Áustria        |       |

| Posição | Bib | Nome           | Nacionalidade  | Notas |
| ------- | --- | -------------- | -------------- | ----- |
| 1       | 2   | Mick Dierdorff | Estados Unidos | Q     |
| 2       | 15  | Loan Bozzolo   | França         | Q     |
| 3       | 18  | Omar Visintin  | Itália         |       |
| 4       | 31  | Fabio Cordi    | Itália         |       |

### Quartas de final
| Posição | Bib | Nome               | Nacionalidade  | Notas |
| ------- | --- | ------------------ | -------------- | ----- |
| 1       | 1   | Emanuel Perathoner | Itália         | Q     |
| 2       | 24  | Leon Beckhaus      | Alemanha       | Q     |
| 3       | 17  | Adam               | Austrália      |       |
| 4       | 8   | Nick Baumgartner   | Estados Unidos |       |

| Posição | Bib | Nome             | Nacionalidade  | Notas |
| ------- | --- | ---------------- | -------------- | ----- |
| 1       | 6   | Jake Vedder      | Estados Unidos | Q     |
| 2       | 3   | Paul Berg        | Alemanha       | Q     |
| 3       | 30  | Shinya Momono    | Japão          |       |
| 4       | 22  | Yoshiki Takahara | Japão          |       |

| Posição | Bib | Nome                | Nacionalidade | Notas |
| ------- | --- | ------------------- | ------------- | ----- |
| 1       | 4   | Lucas Eguibar       | Espanha       | Q     |
| 2       | 20  | Baptiste Brochu     | Canadá        | Q     |
| 3       | 5   | Alex Pullin         | Austrália     |       |
| —       | 12  | Lluis Marin Tarroch | Andorra       | DNF   |

| Posição | Bib | Nome                | Nacionalidade  | Notas |
| ------- | --- | ------------------- | -------------- | ----- |
| 1       | 2   | Mick Dierdorff      | Estados Unidos | Q     |
| 2       | 10  | Hanno Douschan      | Áustria        | Q     |
| 3       | 15  | Loan Bozzolo        | França         |       |
| 4       | 23  | Alessandro Hämmerle | Áustria        |       |

### Semifinal
| Posição | Bib | Nome               | Nacionalidade | Notas |
| ------- | --- | ------------------ | ------------- | ----- |
| 1       | 1   | Emanuel Perathoner | Itália        | Q     |
| 2       | 4   | Lucas Eguibar      | Espanha       | Q     |
| 3       | 24  | Leon Beckhaus      | Alemanha      |       |
| —       | 20  | Baptiste Brochu    | Canadá        | DNF   |

| Posição | Bib | Nome           | Nacionalidade  | Notas |
| ------- | --- | -------------- | -------------- | ----- |
| 1       | 2   | Mick Dierdorff | Estados Unidos | Q     |
| 2       | 10  | Hanno Douschan | Áustria        | Q     |
| 3       | 6   | Jake Vedder    | Estados Unidos |       |
| 4       | 3   | Paul Berg      | Alemanha       |       |

### Final
Pequena final
| Posição | Bib | Nome            | Nacionalidade  | Notas |
| ------- | --- | --------------- | -------------- | ----- |
| 5       | 6   | Jake Vedder     | Estados Unidos |       |
| 6       | 20  | Baptiste Brochu | Canadá         |       |
| 7       | 3   | Paul Berg       | Alemanha       |       |
| 8       | 24  | Leon Beckhaus   | Alemanha       |       |

Grande final
| Posição           | Bib | Nome               | Nacionalidade  | Notas |
| ----------------- | --- | ------------------ | -------------- | ----- |
| Medalha de ouro   | 2   | Mick Dierdorff     | Estados Unidos |       |
| Medalha de prata  | 10  | Hanno Douschan     | Áustria        |       |
| Medalha de bronze | 1   | Emanuel Perathoner | Itália         |       |
| 4                 | 4   | Lucas Eguibar      | Espanha        |       |

Legenda
| Recorde mundial       | Recorde mundial (World record)               |                       | Recorde africano                      | Recorde africano (African) |                                           | Q | Classificado por posição (Qualified) |
| Recorde do campeonato | Recorde do campeonato (Championship record)  | Recorde da América    | Recorde da América (Americas)         | q                          | Classificado por melhor tempo (Qualified) |   |                                      |
| Melhor marca do ano   | Melhor marca do ano (World leading)          | Recorde asiático      | Recorde asiático (Asian)              | DNS                        | Não largou (Did not start)                |   |                                      |
| Recorde nacional      | Recorde nacional (National record)           | Recorde europeu       | Recorde europeu (European)            | DNF                        | Não terminou (Did not finish)             |   |                                      |
| Recorde pessoal       | Recorde pessoal do atleta (Personal best)    | Recorde da Oceania    | Recorde da Oceania (Oceania)          | DSQ / DQ                   | Desclassificado (Disqualified)            |   |                                      |
| Recorde da temporada  | Recorde da temporada do atleta (Season best) | Recorde sul-americano | Recorde sul-americano (South America) | NM                         | Sem marca (No mark)                       |   |                                      |